# Batxillerat Unificat Polivalent
|  | Per a altres significats, vegeu «BUP (desambiguació)». |

Batxillerat Unificat Polivalent (o BUP abreviat) era el nom que rebien els 3 anys d'educació que s'havien de cursar després de l'educació bàsica obligatòrica (EGB) en el sistema educatiu espanyol anterior a l'actual si es desitjava accedir als estudis universitaris.
Fou introduït arran de la Llei General d'Educació de 1970 , oferint-se per primer cop el curs acadèmic 1975-76. s'hi accedia un cop assolit el graduat escolar.
El batxillerat estava estructurat en tres cursos: 
- En el primer curs (equivalent a l'actual 3r d'ESO) s'estudiava llengua, matemàtiques, ciències naturals, història, anglès o francès, música, dibuix tècnic, religió o ètica i educació física.
- En el segon curs (equivalent a l'actual 4t d'ESO), les assignatures eren literatura, matemàtiques, física i química, geografia, llatí, anglès o francès, religió o ètica, educació física i EATP (tria d'una assignatura entre les ofertes per cada centre, algunes de les assignatures ofertes eren electricitat, disseny, teatre, informàtica, segon idioma estranger, labors de la llar, fotografia, etc.).
- En tel tercer curs (equivalent a 1r de Batxillerat), les assignatures obligatòries eren història, filosofia, idioma estranger, religió o ètica, educació física i EATP. Els alumnes havien de triar entre l'opció de ciències (descartant una assignatura de les següents quatre: física i química, biologia i geologia, matemàtiques i literatura) o lletres (descartant una de les següents assignatures: literatura, llatí, grec i matemàtiques).

Al finalitzar el BUP s'atorgava el títol de batxiller.
Aquest sistema educatiu va ser derogat i substituït progressivament pel de la LOGSE de 1990, extingint-se definitivament l'any 2000.

## Conceptes relacionats del sistema educatiu
Les altres parts del sistema educatiu espanyol eren:
- EGB (ensenyament obligatori dels 6 als 14 anys)
- 3 BUP i COU era batxillerat (després de l'EGB i abans de la universitat)
- FP (després de l'EGB)